# Elektrischer Niederdruckimpaktor
Ein Elektrischer Niederdruckimpaktor (englisch Electrical Low Pressure Impactor, ELPI) ist ein Gerät zur Erfassung der Massengrößenverteilung von Staubpartikeln in Gasen. Mit seiner Hilfe können beinahe in Echtzeit Partikelgrößenverteilungen als Funktion des Partikeldurchmessers ermittelt werden.

## Messprinzip
Ein Elektrischer Niederdruckimpaktor ist im Wesentlichen ein bei niedrigem Druck arbeitender Kaskadenimpaktor, bei dem die Partikel vor der Abscheidung elektrisch aufgeladen werden müssen. Bevor der Gasstrom  über mehrere Impaktorstufen geleitet wird, werden die in ihm enthaltenen Partikel mittels Koronaentladung elektrisch aufgeladen. Wird ein Partikel auf einer Prallplatte abgeschieden, so erzeugt es ein Stromsignal, das von einem an die Prallplatte angeschlossenen Elektrometer detektiert wird.
Elektrische Niederdruckimpaktoren erlauben die zeitnahe Identifizierung von Partikeln. Die Ansprechzeiten dieser Geräte liegen bei ungefähr einer Sekunde. Sie können sowohl zur Emissions- als auch zur Immissionsmessung eingesetzt werden.
Elektrische Niederdruckimpaktoren erfassen den jeweiligen aerodynamischen Durchmesser der detektierten Partikel. Mit ihnen können auch Prüfaerosole charakterisiert werden. Der zu detektierende Partikelgrößenbereich liegt zwischen 6 nm und 10 µm.